# Vòm sương

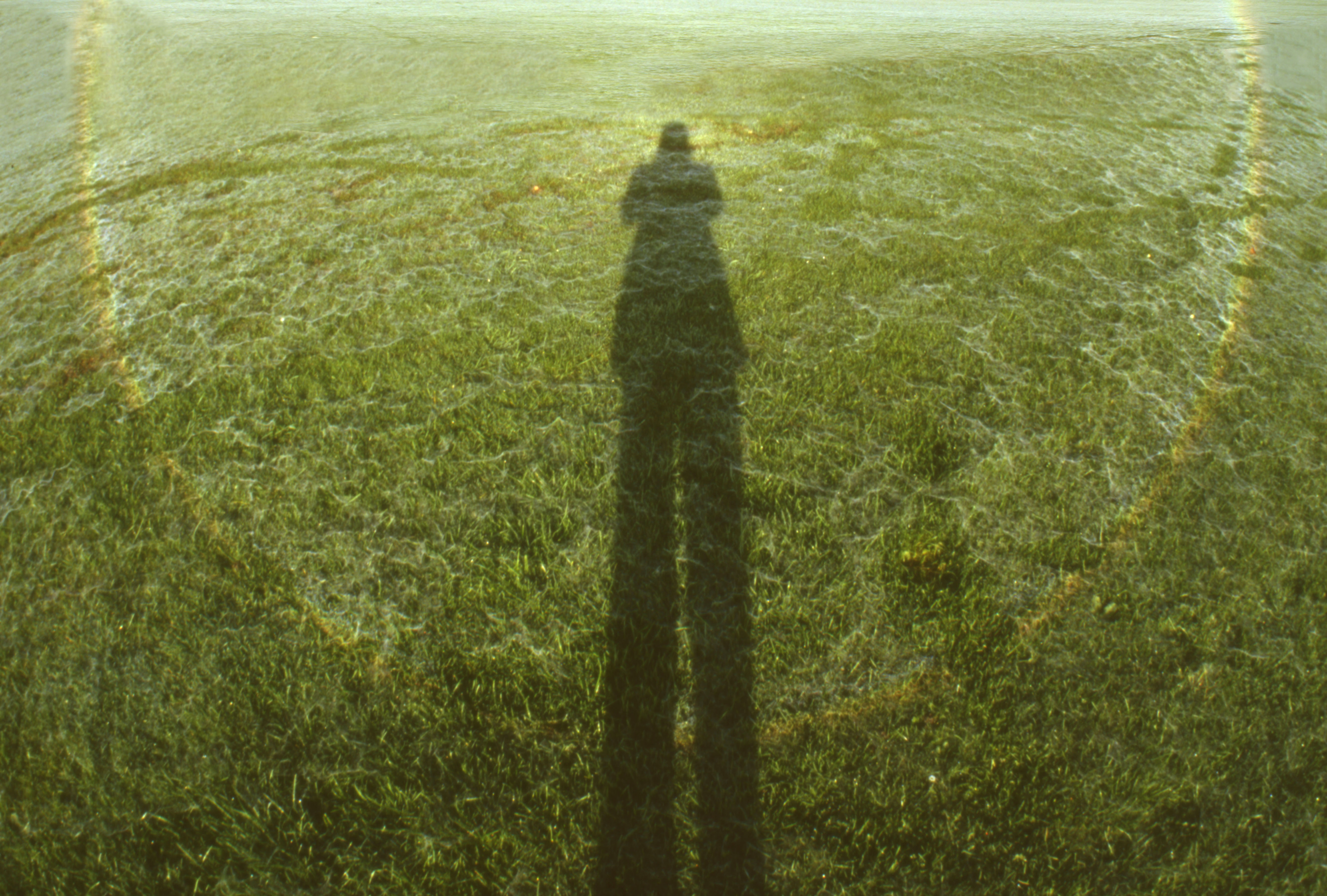
Vòm sương trên mặt đất

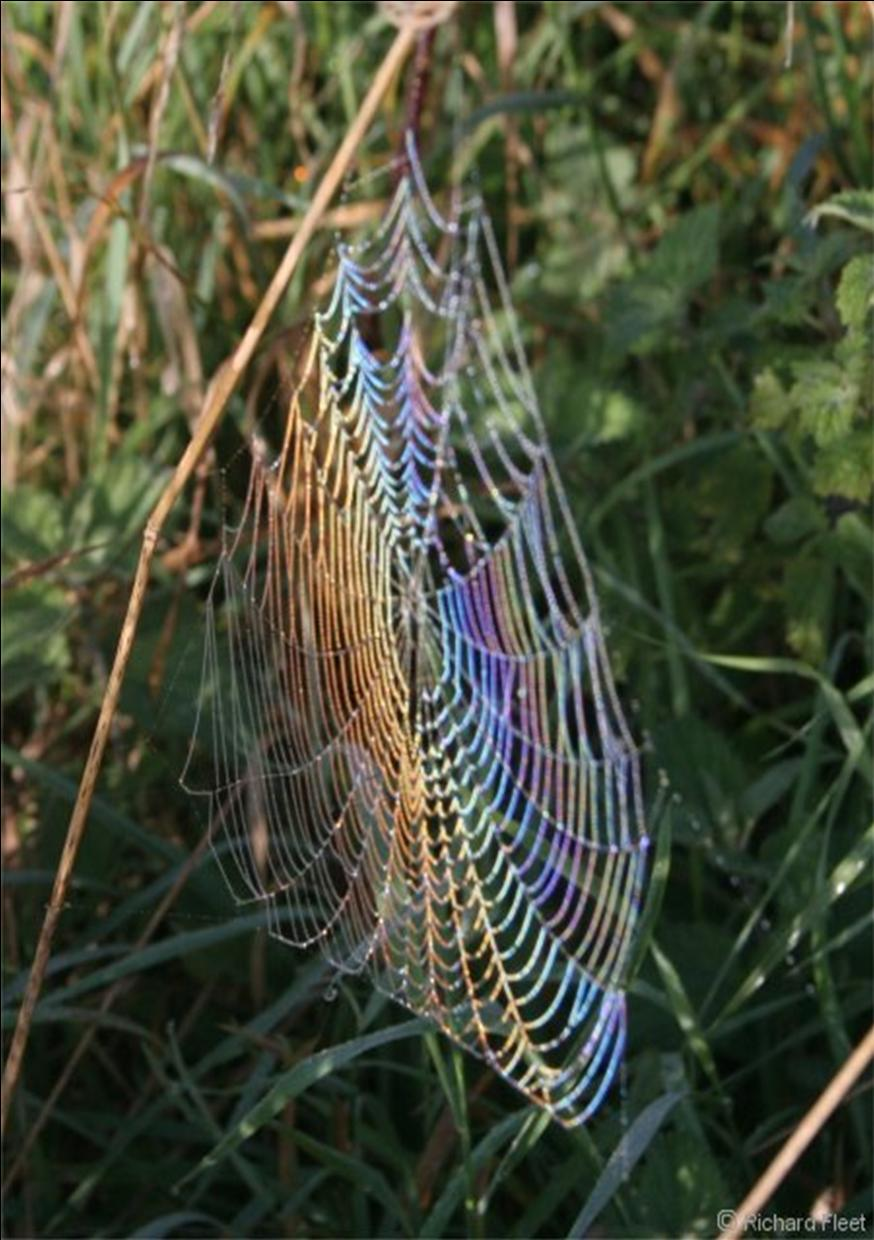
Vòm sương trên một mạng nhện

Một vòm sương là một hiệu ứng quang học, tương tự như một cầu vồng, nơi giọt sương thay vì những giọt mưa phản xạ và tán sắc ánh sáng Mặt Trời.

## Xảy ra
Vòm sương có thể được nhìn thấy trên những cánh đồng phủ đầy sương, khi Mặt Trời chiếu sáng. Sương hình thành ngoài trời vào sáng sớm sau một đêm trời trong mây, khi nhiệt độ bề mặt giảm xuống dưới điểm sương. Nó hình thành dễ dàng nhất trên các bề mặt được cách ly với nhiệt dẫn từ mặt đất sâu, như cỏ, lá và mạng nhện. vòm sương sẽ được nhìn thấy rõ ràng nhất trên những cánh đồng ngập tràn mạng nhện, như có thể xảy ra vào mùa thu.

## Hình dạng
Một cầu vồng được coi là một vòng tròn trên bầu trời; và các tia sáng đóng góp của nó tạo thành một vật hình nón. Ngược lại, một cái vòm sương được coi là giao điểm của hình nón đó và mặt đất. Nếu mặt đất bằng phẳng và nằm ngang, và Mặt Trời thấp trên bầu trời, thì vòm sương là một đường hyperbol. Về mặt lý thuyết, khi Mặt Trời lên cao, giao điểm có thể là một đường conic khác, như hình parabol hoặc hình elip. Tuy nhiên, sương thường bay hơi trước khi Mặt Trời lên cao. Tuy nhiên, một vòm sương hình elip đã được ghi lại trên máy ảnh, khi vào ban đêm trăng tròn, cao trên bầu trời, chiếu sáng một cánh đồng đầy sương.